# Helmut Frömsdorf
Helmut Frömsdorf (26 de Março de 1921 - 6 de Maio de 1945) foi um comandante de U-Boot que serviu na Kriegsmarine durante a Segunda Guerra Mundial.